# 닉 홀로니악

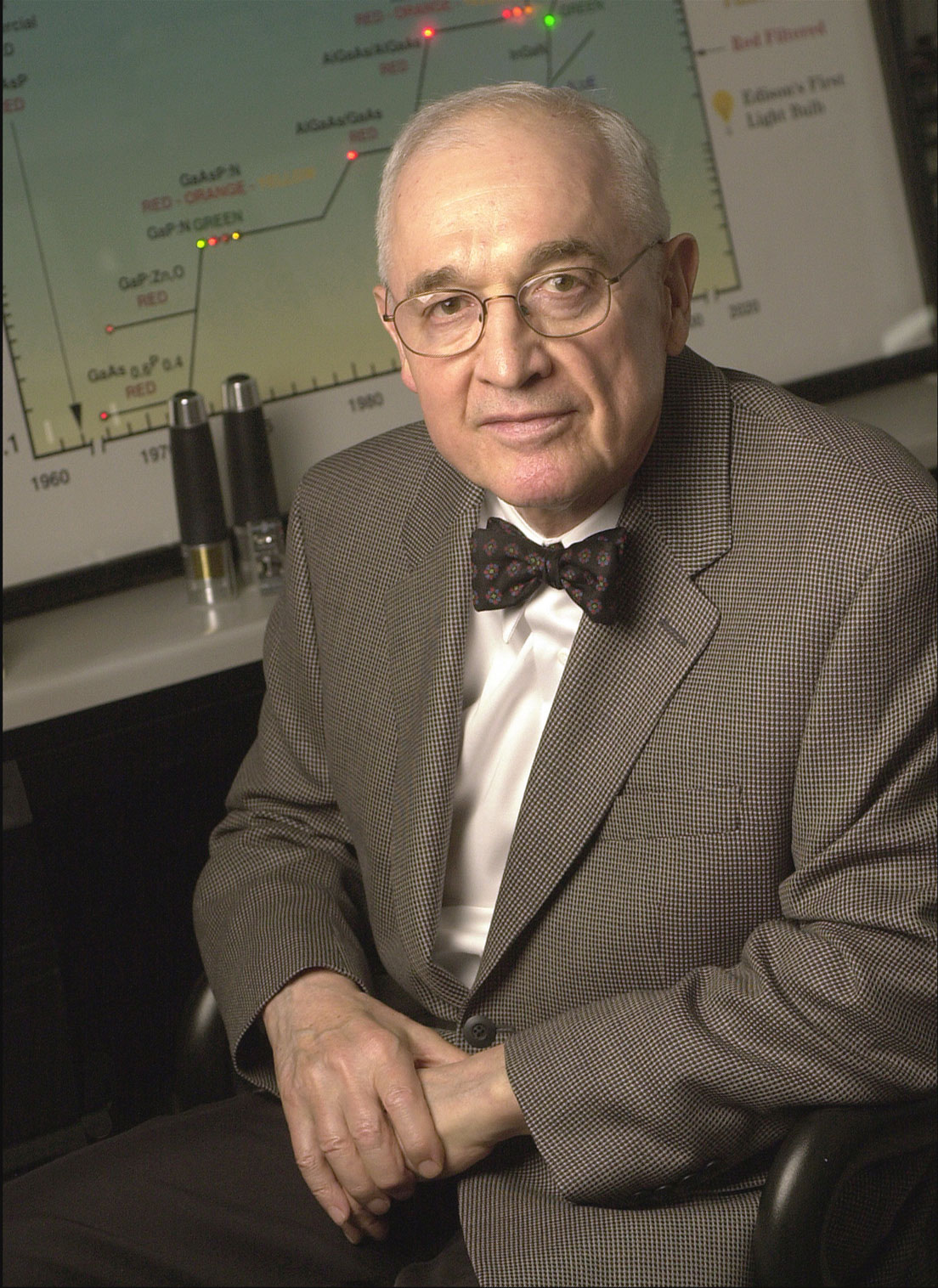
닉 홀로니악(2002년)

닉 홀로니악 주니어(영어: Nick Holonyak Jr., 1928년 11월 3일~2022년 9월 18일)는 미국의 공학자이자 교육자이다. 그는 1962년 적외선 대신 가시적 적색광을 방출하는 발광 다이오드 (LED)의 발명으로 유명하다. 홀로니악은 1962년 10월 9일 뉴욕 시러큐스에 있는 제너럴 일렉트릭의 연구소에서 일하면서 LED를 증명했으며, 1963년 제너럴 일렉트릭을 떠난 이래 일리노이 대학교 어배너-섐페인에서 전기 및 컴퓨터 공학 및 물리학 명예 회장으로 존 바딘으로부터 재산을 증여받았다.

## 발명
III-V 합금 LED를 도입하는 것 외에도 홀로니악은 41개의 특허를 보유하고 있다. 그의 다른 발명품으로는 일반적으로 레이저 다이오드라고 불리는 적색광 반도체 레이저 (CD 및 DVD 플레이어 및 휴대폰에 사용)와 단락된 어미터 p-n-p-n 스위치 (조광기 및 전동 공구에 사용됨)가 있다.
2006년 미국물리학회는 창립 이래 Applied Physics Letters 저널에서 가장 중요한 5개의 논문을 결정했고, 저널에 실린 이 5개 논문 중 2개는 홀로니악이 공동 저술했다. 1962년 S.F. Bevacqua와 공동 저술하여 최초의 가시광선 LED의 탄생을 발표했고, 2005년에는 밀턴 펑과 공동 저술하여 실온에서 작동 할 수 있는 트랜지스터 레이저의 생성을 발표했다. 홀로니악은 1963년 2월호 리더스 다이제스트에서 에디슨의 백열전구를 LED가 대체 할 것이라고 예측하였고, 그의 예측대로 LED의 품질과 효율성이 향상됨에 따라 현재 점차적으로 백열등을 선택 전구로 대체하고 있다.

## 수상
- 국립 공학 아카데미(1973)
- 국립 과학 아카데미(1984)
- IEEE 에디슨 메달(1989)
- 국가 과학 메달(1990)
- 국가 기술 훈장(2002)
- IEEE 명예의 메달(2003)
- 글로벌 에너지 상(2003)
- Lemelson-MIT 상(2004)
- 국가 발명가 명예의 전당(2008)
- 엘리자베스 여왕 공학상(2021)